# Edith Cavell (film, 1939)
Pour les articles homonymes, voir Edith Cavell (homonymie).
Pour plus de détails, voir Fiche technique et Distribution.
Edith Cavell (Nurse Edith Cavell) est un film d'espionnage américain en noir et blanc réalisé par Herbert Wilcox, sorti en 1939.

## Synopsis
La vie d'Edith Cavell (1865-1915), infirmière britannique pendant la Première Guerre mondiale fusillée par les Allemands en 1915 pour avoir permis l'évasion de centaines de soldats alliés de la Belgique.

## Fiche technique
- Titre : Edith Cavell
- Titre alternatif : Miss Edith Cavell
- Titre original : Nurse Edith Cavell
- Réalisateur : Herbert Wilcox, Lloyd Richards
- Scénario : Michael Hogan (en), d'après la vie d'Edith Cavell et l'histoire Dawn de Reginald Berkeley (en)
- Directeurs de la photographie : Joseph H. August et Freddie Young
- Directeur artistique : Lawrence P. Williams
- Montage : Elmo Williams
- Musique : Anthony Collins
- Costumes : Edward Stevenson (robes)
- Producteurs : Herbert Wilcox, Merrill G. White
- Société de production : Imperadio Pictures Ltd.
- Société de distribution : RKO Pictures
- Format : noir et blanc
- Durée : 108 minutes
- Genre : Film biographique, Drame biographique
- Dates de sortie : 
  - États-Unis : 1er septembre 1939
  - France : 24 janvier 1940

## Distribution
- Anna Neagle : infirmière Edith Cavell
- Edna May Oliver : comtesse de Mavon
- George Sanders : capitaine Heinrichs
- May Robson : Mme Rappard
- Zasu Pitts : Mme Moulin
- H. B. Warner : Hugh Gibson
- Sophie Stewart (en) : sœur Williams
- Mary Howard : infirmière O'Brien
- Robert Coote : Bungey
- Martin Kosleck : Pierre
- Gui Ignon : Cobbler
- Lionel Royce : Général von Ehrhardt
- James Butler (en) : Jean Rappard
- Rex Downing (en) : François Rappard
- Henry Brandon : lieutenant Schultz
- Lucien Prival : lieutenant Schmidt

Et, parmi les acteurs non crédités :
- William Edmunds : Albert
- Gilbert Emery : Brand Whitlock
- Fritz Leiber : Sadi Kirschen
- Frank Reicher : Baron von Bissing
- Bert Roach : Georges Moulin
- Gustav von Seyffertitz : le président du tribunal

### Distinction
- 1940 : Nomination à l'Oscar de la meilleure musique de film, pour Anthony Collins.